# Рідина Вакенродера
Рідина Вакенродера  — водний розчин політіонові кислот H2SnO6 (n=3-20). Утворюється при реакції сірководню H2S з сірчистим газом SO2 в сильно розбавленому водному розчині. При температурі вище 20 ° C повільно розкладається з виділенням елементарної  сірки, сірчистого газу та сірчаної кислоти. 